# Graeme Le Saux
Pour les articles homonymes, voir Saux (homonymie).
Graeme Pierre Le Saux, né le 17 octobre 1968 à Saint-Hélier sur l'île de Jersey,  est un footballeur anglais. Il évolue au poste de défenseur latéral de la fin des années 1980 au milieu des années 2000.
Formé à Chelsea FC, il évolue ensuite à Blackburn Rovers avec qui il remporte le championnat d'Angleterre en 1995. De retour au Chelsea FC en 1997, il gagne avec ce club la Coupe d'Europe des vainqueurs de coupe en 1998 et la Coupe d'Angleterre en 2000. Il termine ensuite sa carrière au Southampton FC.
Il compte 36 sélections pour un but inscrit en équipe d'Angleterre et dispute avec la sélection la coupe du monde 1998.

## Biographie
Ce défenseur latéral gauche qui a joué plus de dix ans à Chelsea compte 36 sélections et 1 but en équipe d'Angleterre de football entre 1994 et 2000. Il a notamment disputé la coupe du monde 1998.

## Clubs
- 1987-1993 :  Chelsea FC
- 1993-1997 :  Blackburn Rovers
- 1997-2003 :  Chelsea FC
- 2003-2005 :  Southampton FC

## Palmarès

### Avec Chelsea
- Vainqueur de la Coupe d'Europe des vainqueurs de coupe en 1998
- Vainqueur de la Supercoupe de l'UEFA en 1998
- Vainqueur de la Coupe d'Angleterre (FA Cup) en 2000
- Vainqueur de la League Cup en 1998
- Champion d'Angleterre de D2 en 1989
- Vainqueur de la Full Members Cup en 1990
- Vainqueur du Community Shield en 2000

### Avec Blackburn
- Champion d'Angleterre en 1995

### Divers
- PFA Team of the Year : 1995 et 1998